# Fighting Is No Business
Fighting Is No Business è un cortometraggio muto del 1914 diretto da Phillips Smalley.
Soprattutto nelle comiche il cinema attinge senza ritegno agli stereotipi antisemiti del tempo. Qui si gioca sul pregiudizio della "debolezza" degli ebrei, "costretti" a dover provare sul ring di non essere da meno degli altri, e sempre irrimediabilmente sconfitti, perché "per natura" fisicamente inferiori.
Il cortometraggio ha un sequel: How Mosha Came Back (1914).

## Trama
Il protagonista, Mosha, nel quartiere ebraico ha la reputazione di essere un grande combattente ed è incoraggiato dai propri amici a tentare la fortuna sul ring. C'è un campione dei pesi massimi in città che offre $500 a chiunque possa resistergli per tre round. Ma, una volta a confronto con "non-ebrei", per Mosha non c'è speranza. Crolla al tappeto al primo attacco dell'avversario e all'uscita finisce anche per essere multato dalla polizia per abbigliamento indecente.

## Produzione
Il film fu prodotto dalla Crystal Film Company.

## Distribuzione
Distribuito dalla Universal Film Manufacturing Company, il film uscì nelle sale cinematografiche USA il 6 gennaio 1914.